# Michael Farfan
Michael Estuardo Farfán (n. San Diego, California, Estados Unidos, el 23 de junio de 1988) es un futbolista estadounidense y es hermano del futbolista estadounidense Gabriel Farfan. Juega de mediocampista o lateral.

## Trayectoria

### Philadelphia Union
Farfán fue seleccionado en la segunda ronda (23.o en la general) del SuperDraft de la Major League Soccer de 2011 por el Philadelphia Union y se unió inmediatamente al club. Hizo su debut profesional ese año en un partido por la U.S. Open Cup ante el D.C. United el 6 de abril. Al finalizar la temporada 2011 fue uno de los finalistas para el premio al Novato del Año.
En la temporada 2012 afianzó su rol en el Union, terminando la campaña con 31 partidos como titular y un gol anotado.

### Cruz Azul
En 2013, es transferido al Club Deportivo Cruz Azul, registrado en el primer equipo como jugador mexicano.